# Yoshihiro Akiyama
Yoshihiro Akiyama (Japans: 秋山 成勲, Osaka, 29 juli 1975), ook bekend als Choo Sung-hoon (추성훈) en zijn bijnaam Sexyama is een is Japanse mixedmartialartsvechter met Koreaanse roots en judoka.
Hij won een gouden medaille voor Zuid-Korea op de Aziatische kampioenschappen judo 2001 en voor Japan op de Aziatische Spelen 2002. Hij is de vierde generatie van Japanners van Koreaanse afkomst en nam in 2001 de Japanse nationaliteit aan. In 2023 was hij één van de deelnemers van de Netflix-serie Physical: 100. 